# طعم مهووس للعظام
طعم مهووس للعظام (بالإنجليزية: A Morbid Taste for Bones)، رواية غموض تجري أحداثها في العصور الوسطى، وحددت كاتبتها أليس بيترز تاريخ أحداثها في مايو 1137. وتعد هذه أول رواية من سلسلة كادفل (The Cadfael Chronicles)، التي صُدرت لأول مرة عام 1977.
وقد ارتكز على أحداثها مسلسل تلفزيوني عام 1996 التابع لقناة سنترال. يبحث رهبان دير شروزبري عن رفات قديس لكنيستهم، في ويلز. يعترض السكان المحليين على نقل هذه الآثار، ويُعثر على زعيم محلي مقتولًا. ويواجه الأخ كادفيل تحديًا في تحقيق العدالة لجميع الأطراف، في ويلز وكذلك في الدير.
أدرجت رابطة كتّاب روايات الجريمة في المملكة المتحدة هذه الرواية في قائمة عام 1990 لأفضل روايات الجريمة المائة على الإطلاق، وكذلك في قائمة أفضل مائة رواية جمعها كتّاب روايات الغموض في أمريكا. في عام 2010، اختارتها صحيفة وول ستريت واحدة من «أفضل خمس روايات تاريخية غامضة». يشير هذا التكريم المتأخر إلى تقدم الرواية في نظر النقاد مقارنةً بمراجعات كيركس (Kirkus Reviews)، التي تفتقر إلى الحماس، في سنة النشر.

## أحداث الرواية
في مايو عام 1137، يصر روبرت، رئيس دير شريزبوري، على أن يضم الدير أثار قديس قديمة. وبعدما لم يجد قديسًا محليًا مناسبًا، يكتشف روبرت قديسًا في مقاطعة ويلز القريبة.
يساعد الأخ كادفيل في عمل الأعشاب وحدائق الخضراوات، راهبان مبتدئان، هما: جون (شخص عملي، ومتواضع، ولكن يشك كادفيل في مهنته)، والشاب الطموح كولومبانوس (والذي يرتاب كادفيل بشأن مرضه ولكنه يعالجه بشراب الخشخاش المهدئ). يذهبان كولومبانوس والأخ جيروم، رجل الدين الموظف لدى روبرت، إلى بئر القديسة وينيفريد في شمال ويلز؛ للحصول على علاج. وعند عودتهما، يقول كولومبانوس أن القديسة وينيفريد قد ظهرت أمامه، مدعية أن قبرها، الواقع في بلدة جويذرين، قد أُهمل؛ وتتمنى لو أنها ترتاح في مكان يسهل وصول الحجاج إليه.
يوافق هيربيرت، رئيس الدير، على الرحلة إلى ويلز؛ لاستعادة رفات وينيفريد. وينضم كل من كادفيل (المتحدث باللغة الولزية)، وجون(للعمل خادمًا للمجموعة)، إلى جانب روبرت، ونائب الدير ريتشارد، وجيروم، وكولومبانوس.
ويوافق كل من أسقف بانجور وأوين جوينيد (أمير جوينيد) على الرحلة. عند وصول الرهبان إلى بلدة جويذرين (الواقعة على نهر كليدوين)، يعترض الأب هوو، الكاهن المحلي في المنطقة، على نقل رفات وينيفريد دون موافقة رجال الرعية الأحرار. ويرفض ريسيارت، المالك الأكثر نفوذًا في المجتمع، نقل رفات وينيفريد أيضًا. يحاول روبرت رشوته، ولكنه يغادر غاضبًا. ثم ينتهي المجلس، مؤيدًا لريسيارت. يحث الأب هوو روبرت لطلب إقامة مجلس آخر من ريسيارت في اليوم التالي، فيوافق الأخير على الطلب. وبينما يساعد جون الخدم (ويبقيان جيروم وكولومبانوس يقظان في كنيسة وينفيريد)، ينتظرون روبرت، وريتشارد، وكادفيل مع هوو وصول ريسيارت؛ ولكنه لا يأتي. وُجد مالك الأرض ميتًا في الغابة، بسهم مخترقًا صدره وحاملًا شعار إنغيلارد (شعار رجل إنكليزي مغرم بابنة ريسيارت ويدعى سيوند). وعندما يظهر إنغيلارد، يصر روبرت على حبسه. ولكن يهرب إنغيلارد، بينما يعترض جون طريق الرجل المحلي الذي اقترب من إيقاف إنغيلارد. يأمر روبرت باحتجاز جون لخرقه قانون جوينيد ونذر الطاعة؛ ولكن هذا الأمر يسعد جون لأنه أُحتجز في المكان نفسه الذي تعيش فيه حبيبته أنست.
يدرك كادفيل أن سهم إنغيلارد لم يقتل ريسيارت، لأن ظهره مبتل ولكن الجزء الأمامي من جسده جاف. لقد طعِن ريسيارت من الخلف بخنجر، ثم سقط ووجهه للأسفل. وبعد توقف المطر، قُلب على ظهره وغرز سهم من الأمام في مكان الجرح نفسه. يعتقد السكان المحليون أن موت ريسيارت نذير شؤم، ثم يوافقون على نقل رفات وينيفريد؛ ويقرر روبرت إخراج الجثة بعد ثلاث ليالي من صلوات المساء. ويأمل كادفيل أن تتحقق خرافة أن الجثة ستنزف إذا لمسها القاتل وتجبره على الاعتراف. وبناءً على اقتراحه، يطلب سيوند من الذين يراقبون وضع أياديهم فوق قلب ريسيارت بعد صلاة كل ليلة. ينفذ جيروم الأمر بينما يرفض روبرت ذلك. وفي الليلة الثالثة، يتولون كادفيل وكولومبانوس المراقبة. ولكن يدخل كولومبانوس بنوبة مرضية؛ فينقل صباحًا وهو فاقد للوعي، متجنبًا طلب سيوند. يستعيد كولومبانوس وعيه بعد القداس، قائلًا أن وينيفريد طلبت أن يُدفن ريسيارت في قبرها بدلًا منها بعد نقل الرفات.
أُخرجت جثة وينيفريد، وضِع هيكلها العظمي الملفوف بالكتان في تابوت جُلب من شروزبري، ثم خُتم التابوت بالشمع. وبينما يُجهز ريسيارت للدفن، يطلب سيوند من بيريدور (الخادم الأخر) وضع صليب مرصع بالجواهر على جسده. ولكن يرفض بيريدور، معترفًا أنه قد وجد ريسيارت ميتًا وأنه قد غرز سهم إنغيلارد في الجرح ليختفي إنغيلارد من طريقه بعد أن كان منافسًا له في منصب مساعد سيوند. ويجد كادفيل قارورة شراب الخشخاش (الذي جلبه لكولومبانوس) شبه فارغة، متذكرًا أنه في وقت مقتل ريسيارت، كان جيروم الشخص الوحيد الذي شرب النبيذ الخاص بالقداس؛ فإذا كان نائمًا طوال وقت صلاة المساء، فلن يعترف بذلك لشدة خجله. وقبل مغادرة الرهبان، يقترح كولومبانوس توليه المراقبة ويخلد للنوم؛ ولكن يوقظه طيف امرأة، ويسأله عن سبب قتله لريسيارت. فيعترف كولومبانوس، ويتوسل للمغفرة. ولكن بعد لمسه خمارها، يدرك كولومبانوس أن طيف القديسة ليس إلا سيوند، فيهاجمها بسكين قبل فراره هاربًا. ولكن يوقفانه كادفل وإنغيلارد في الخارج، ثم يكسر إنغيلارد رقبة كولومبانوس بالخطأ. يتصرف كادفل بسرعة؛ ينزعون كادفل، وإنغيلارد، وسيوند ثياب كولومبانوس، ويفتحون تابوت وينيفريد، ثم يضعونها فوق جثة ريسيارت، ويستبدلون جثتها بجثة كولومبانوس في التابوت ويتأكدون من أن يظهر التابوت كما هو.
وجُد خف كولومبانوس، وقميصه، ورداءه على أرض الكنيسة، بجانب بتلات نبات الزعرور. ويدعي روبرت أن صلوات كولومبانوس قد تحققت. حمّل القرويون تابوت القديسة على عربة. وأثناء مغادرتهم، يرى كادفيل جون يودعهم.
بعد مرور سنتين، يتصل بانيد بشروزبري، مخبرًا كادفيل بزواج جون وأنيست، وبأن جون سيخلف بانيد في الحدادة. تزوجا سيوند وإنغيلارد أيضًا وقد اختارا اسم كادفيل لابنهما. ويذكر بانيد أيضًا أن مقبرة وينيفريد قد أصبحت مكانًا للحج والعلاج؛ وأن الحجاج يتجاهلون ذخائر الدير. ويعتقد كادفيل أن القديسة لن تمانع مشاركة قبرها مع ريسيارت.           